# Onthophagus gibbus
Onthophagus gibbus là một loài bọ cánh cứng trong họ Bọ hung (Scarabaeidae).